# Fredric Brummer
Fredric Brummer (i riksdagen kallad Brummer i Fröllinge), född 13 mars 1806 i Getinge socken i Hallands län, död där 16 december 1891, var en svensk kapten, godsägare och politiker. Han tillhörde ätten Brummer.
Brummer var ägare till godset Fröllinge i Halland. Han företrädde ridderskapet och adeln vid ståndsriksdagen 1865–1866. Brummer var senare ledamot av riksdagens första kammare 1867–1875, invald i Hallands läns valkrets.